# The Misfit of Demon King Academy
The Misfit of Demon King Academy ist eine Anime-Fernsehserie des Studios Silver Link, die seit dem 4. Juli 2020 im japanischen Fernsehen gezeigt wird und auf der Light-Novel-Reihe Maō Gakuin no Futekigōsha des Autors Shu basiert. Regie führten Masafumi Tamura und Shin Ōmura.
Der Anime folgt Anos, der in seinem früheren Leben Dämonenkönig war und nach seiner Wiedergeburt eine schulische Einrichtung für dessen Nachkommen besucht.

## Handlung
Vor 2.000 Jahren schloss der Dämonenkönig Anos, des Krieges überdrüssig, einen Pakt mit dem Helden Kanon und trennte unter dem Opfer seines Lebens die Welten der Menschen, der Dämonen, der Geister und der Götter für die nächsten tausend Jahre voneinander, sodass wieder Frieden einkehren kann.
Nach seiner Wiedergeburt besucht Anos, der sowohl einen (großen) Teil seiner Kräfte als auch die Erinnerungen an sein vorheriges Leben behalten hat, eine Akademie, die sowohl die Nachkommenschaft des ehemaligen Dämonenkönigs sowie auch „Halbblute“ (Kinder von Dämonen und Lebewesen anderer Rassen) unterrichtet, wobei die Halbblüter Benachteiligungen und Diskriminierungen ausgesetzt sind. Weil die Geschichte um den vorherigen Dämonenkönig falsch weitergegeben wurde, wird Anos als „Außenseiter“ eingestuft, da Anos’ Antworten in der Aufnahmeprüfung fälschlicherweise als fehlerhaft gewertet wurden. Als eines Tages Ivis – einer der sieben Eroberer der Dämonen, die aus Anos Blut entstanden sind – die Schule besucht, muss Anos feststellen, dass irgendjemand die Vergangenheit an sich manipuliert hat. Sein Hauptaugenmerk liegt also auf der Beobachtung der anderen sechs Mitglieder und der ihm bekannten Personen von vor 2.000 Jahren.

## Produktion

### 1. Staffel
Am 6. Oktober 2019 wurde die Produktion der Anime-Fernsehserie im Rahmen des Dengeki Bunko Aki no Namahōsō Festivals offiziell bekannt gegeben. Auch wurde am selben Tag angekündigt, dass Tatsuhisa Suzuki den Hauptcharakter Anos sprechen wird.
Die erste Staffel der Animeserie entstand im Animationsstudio Silver Link unter der Regie von Masafumi Tamura und Shin Ōnuma. Das Charakterdesign stammt von Kazuyuki Yamayoshi basierend auf den Illustrationen von Yoshinori Shizuma. Jin Tanaka zeichnet für das Drehbuch der Serie verantwortlich während die Musik von Keiji Inai komponiert wird.
Das Lied im Vorspann der ersten Staffel heißt Seikai Fusaikai und wurde von der Rockband CIVILIAN gespielt. Das Lied, welches im Abspann der Serie zu hören ist, heißt Hamidashimono und wird von Tomori Kusunoki, die in dem Anime Misha Necron spricht, gesungen.
Die erste Staffel des Anime umfasst dreizehn Episoden.

### 2. Staffel
Am 6. März 2021 wurde die Produktion einer zweiten Staffel offiziell bestätigt. Auch wurde bekannt, dass diese als Split-Cour mit einer zwischenzeitlichen Ausstrahlungspause von drei Monaten gezeigt wird. Im Dezember gleichen Jahres wurde bekanntgegeben, dass Tatsuhisa Suzuki, welcher in der ersten Staffel Anos Voldigoad vertonte, nicht mehr zu hören ist, da er sich vorübergehend aus der Branche zurückziehen wolle. Yuichiro Umehara übernahm die Sprechrolle des Protagonisten.
Im August 2022 wurde angekündigt, dass die zweite Staffel im Laufe des Jahres 2023 starten werde. Im Rahmen des Aniplex Online Fest, welches am 24. September 2022 stattfand, wurde der Start der zweiten Staffel für Januar 2023 bestätigt. Wie die erste Staffel auch entsteht die Fortsetzung unter der Regie von Masafumi Tamura im Studio Silver Link.
Das Lied im Vorspann des ersten Parts der zweiten Staffel ist Seien der japanischen Rockband Lenny Code Fiction, während in der Abspannsequenz das Stück Esoa von Momosumomosu zu hören ist. Der musikalische Vorspann zum zweiten Teil der zweiten Staffel ist mit dem Lied Maō von Burnout Syndromes unterlegt.
Die zweite Staffel startete wie geplant am 7. Januar 2023, allerdings wurde im Februar gleichen Jahres angekündigt, dass sich die Ausstrahlung der siebten und alle weiteren nachfolgenden Folgen aufgrund eines COVID-19-Ausbruchs und den damit verbundenen Produktionsproblemen für unbestimmte Zeit verschoben wurden. Am 9. Juli 2023 wurde die Serie erneut ab der ersten Episode der zweiten Staffel im japanischen Fernsehen gezeigt. Im September wurde angekündigt, dass der zweite Abschnitt der zweiten Staffel im Jahr 2024 im japanischen Fernsehen gezeigt werde. Ende Februar 2024 wurde der Start des zweiten Teils der zweiten Staffel für den 12. April festgelegt.

## Synchronisation
Die Synchronisation entstand im Tonwerk München @Alpha Postproduktion GmbH. Dialogbuch und Dialogregie übernahm Marie-Jeanne Widera.
| Rolle           | japanischer Sprecher (Seiyū)                                 | deutscher Sprecher      |
| --------------- | ------------------------------------------------------------ | ----------------------- |
| Anos Voldigoad  | Tatsuhisa Suzuki (Staffel 1) Yuichiro Umehara (ab Staffel 2) | Tobias Kern             |
| Misha Necron    | Tomori Kusunoki                                              | Paulina Rümmelein       |
| Sasha Necron    | Yūko Natsuyoshi                                              | Melanie Olbert          |
| Lay Glanzudlii  | Takuma Terashima                                             | Tobias John von Freyend |
| Misa Ilioroagu  | Nene Hieda                                                   | Amira Leisner           |
| Emilia Ludowell | Ami Koshimizu                                                | Anke Korte              |
| Gusta           | Shinobu Matsumoto                                            | Daniel Schlauch         |
| Isabella        | Aki Toyosaki                                                 | Ilena Gwisdalla         |

## Veröffentlichung
Ursprünglich war geplant, dass die Serie im April 2020 in Japan anlaufen sollte, allerdings wurde eine Ausstrahlung des Anime im Zuge der COVID-19-Pandemie um drei Monate nach hinten verschoben. So wurde die erste Folge am 4. Juli 2020 im japanischen Fernsehen gezeigt.
Der Streamingdienst Crunchyroll zeigt den Anime im englischen Sprachraum in Originalton mit englischen Untertiteln. Im deutschsprachigen Raum wird die Anime-Serie indes auf Wakanim im Simulcast gezeigt. Die zweite Staffel startete am 7. Januar 2023 im japanischen Fernsehen, musste aber nach der Ausstrahlung der sechsten Folge produktionsbedingt abgebrochen werden. Ein Neustart der zweiten Staffel fand im Juli gleichen Jahres statt. Im deutschsprachigen Raum wurde die Serie bei Crunchyroll im Simulcast gezeigt.
Anfang August des Jahres 2020 gab peppermint anime bekannt, die Serie lizenziert zu haben und diese im deutschsprachigen Raum auf DVD und Blu-ray zu veröffentlichen. Nachdem eine Disk-Veröffentlichung im deutschsprachigen Raum ursprünglich ab dem 16. September 2021 geplant war, gab man im August bekannt, dass sich eine die Herausgabe der DVD- und Blu-ray auf dem 7. Oktober verzögert habe.

### Episodenliste
| Nr. (ges.) | Nr. (St.) | Deutscher Titel                      | Originaltitel                                       | Erstausstrahlung Japan | Deutschsprachige Erstausstrahlung (D) | Regie | Drehbuch | Erstveröffentlichung im OmdU |
| ---------- | --------- | ------------------------------------ | --------------------------------------------------- | ---------------------- | ------------------------------------- | ----- | -------- | ---------------------------- |
| 1          | 1         | The Misfit of Demon King Academy     | 魔王学院の不適合者 Maō Gakuin no Futekigōsha        | 4. Juli 2020           | –                                     | –     | –        | 4. Jul. 2020                 |
| 2          | 2         | Die Hexe des Ruins                   | 破滅の魔女 Hametsu no Majo                          | 11. Juli 2020          | –                                     | –     | –        | 11. Jul. 2020                |
| 3          | 3         | Sashas wahre Absicht                 | サーシャの真意 Sāsha no Shin'i                      | 18. Juli 2020          | –                                     | –     | –        | 18. Jul. 2020                |
| 4          | 4         | Der 15. Geburtstag                   | 十五の誕生日 Jūgo no tanjōbi                        | 25. Juli 2020          | –                                     | –     | –        | 25. Jul. 2020                |
| 5          | 5         | Der Schulwechsler                    | 転入生 Ten'nyūsei                                   | 01. Aug. 2020          | –                                     | –     | –        | 01. Aug. 2020                |
| 6          | 6         | Das Dämonenschwertturnier            | 魔剣大会 Maken Taikai                               | 08. Aug 2020           | –                                     | –     | –        | 08. Aug. 2020                |
| 7          | 7         | Die Worte einer Mutter               | 母の言葉 Haha no Kotoba                             | 15. Aug. 2020          | –                                     | –     | –        | 15. Aug 2020                 |
| 8          | 8         | Ihrer beider Entscheidungskampf      | 二人の決勝戦 Futari no Kesshōsen                    | 22. Aug. 2020          | –                                     | –     | –        | 22. Aug 2020                 |
| 9          | 9         | Das Mysterium der Heldenakademie     | 勇者学院の謎 Yūsha Gakuin no Nazo                   | 29. Aug. 2020          | –                                     | –     | –        | 29. Aug. 2020                |
| 10         | 10        | Die Akademiekampfprüfung             | 学院別対抗試験 Gakuin Betsu Taikō Shiken            | 05. Sep. 2020          | –                                     | –     | –        | 05. Sep. 2020                |
| 11         | 11        | Der Glanz des Lebens                 | 命の輝き Inochi no Kagayaki                         | 12. Sep. 2020          | –                                     | –     | –        | 12. Sep. 2020                |
| 12         | 12        | Verbotene Magie                      | 禁忌の魔法 Kinki no Mahō                            | 19. Sep. 2020          | –                                     | –     | –        | 19. Sep. 2020                |
| 13         | 13        | Möge die Welt von Liebe erfüllt sein | 世界が愛に満ちるように Sekai ga Ai ni Michiru Yō ni | 26. Sep. 2020          | –                                     | –     | –        | 26. Sep. 2020                |

## Auszeichnungen und Nominierungen
Die erste Staffel der Anime-Fernsehserie erhielt bei den fünften Crunchyroll Anime Awards Nominierungen in den Kategorien Beste Comedy sowie Bester Protagonist und Bester Junge – beides für den Charakter Anos Voldigoad –, erhielt aber keine Auszeichnung.
Bei den siebten Anime Trending Awards erhielt die Serie Nominierungen in den Kategorien Beste Animation, Bester Action oder Adventure-Anime des Jahres, Junge des Jahres (für Anos Voldigoad) und Beste synchronsprecherliche Leistung (Mann) (für Tatsuhisa Suzuki), ging aber auch bei der Preisverleihung leer aus.